# Lindhorst
Lindhorst est une commune allemande de Basse-Saxe appartenant à l'arrondissement de Schaumbourg. Les villages d'Ottensen et de Schöttlingen en dépendent. Sa population était de 4 400 habitants au 31 décembre 2010.

## Culture et patrimoine

### Architecture
- Église Saint-Denis (St.-Dionysius-Kirche), construite en 1180, clocher de 1565 (église luthérienne-évangélique)
- Église Sainte-Barbara, construite en 1957 (catholique)